# Rock FM

Ancien logo.

Rock FM (anciennement : Rock & Gol) est une station de radio privée espagnole, spécialisée dans la musique (rock et ses dérivés) et le sport (essentiellement, football). Elle appartient au groupe Radio Popular S.A. (Cadena COPE). Sa zone de diffusion couvre l'ensemble du territoire espagnol ainsi que la Principauté d'Andorre.
Rock FM concentre entièrement sur la classic rock (essentiellement en anglais : Alice Cooper, Kiss, Foo Fighters, Sting, entre autres exemples ; mais aussi en espagnol : Medina Azahara, Pata Negra, Dixebra...). La station diffuse de la musique sans interruption par blocs d'une heure, entrecoupés d'publicités de 6 minutes entre blocs, connu comme Una hora de rock sin pausa (en français : Une heure de rock sans pause).
La grille des programmes semaines est divisée en trois modules : « El Pirata y su Banda » (lundi-vendredi, 6-10 heures), « Rock Party » (samedi, 22-1 heures), « Little Steven's Underground Garage » (dimanche, 22 heures-minuit) et « Una hora de rock sin pausa » (le reste du temps).

## Histoire
La station trouve son origine dans un programme radiophonique diffusé à partir de 1989 sur Popular FM, une station de radio aujourd'hui disparue. Rock FM était une émission produite par Juan Pablo Ordúñez « El Pirata », animateur et producteur de musique, et Juan Ignacio Sastrón, journaliste sportif. Chaque dimanche, de 16 heures à 21 heures, les deux hommes proposaient un programme axé autour de leurs passions respectives, le rock et le football. Le succès de cette formule conduisit le groupe COPE, en association avec le groupe Zeta, a lancer une station de radio reprenant le même concept.
Rock FM est officiellement lancée le 4 octobre 2004, et diffusée via un réseau d'émetteurs (quatorze fréquences FM) dans dix villes du pays. En 2006, l'aire de diffusion de la station est étendue, couvrant vingt-huit villes d'Espagne et d'Andorre; la diffusion par internet comble les « zones d'ombre » et permet une écoute dans le monde entier. En 2009, le groupe Zeta se désengage de Rock & Gol.
Le 1er décembre 2011, Rock et Gol changea son nom, en retirant la référence au sport pour devenir Rock FM, un nouveau slogan « La Casa del Rock » et le nouveau logo de la station a été présenté.

## Diffusion

### Fréquences
- Barcelone : 103.8
- Bilbao : 101.0
- La Corogne : 98.9
- Grenade : 91.5
- Madrid : 101.8 et 101.6
- Palma de Majorque : 95.6
- San Sebastián : 99.8
- Séville : 105.8
- Saragosse : 88.5